# Temesjenő

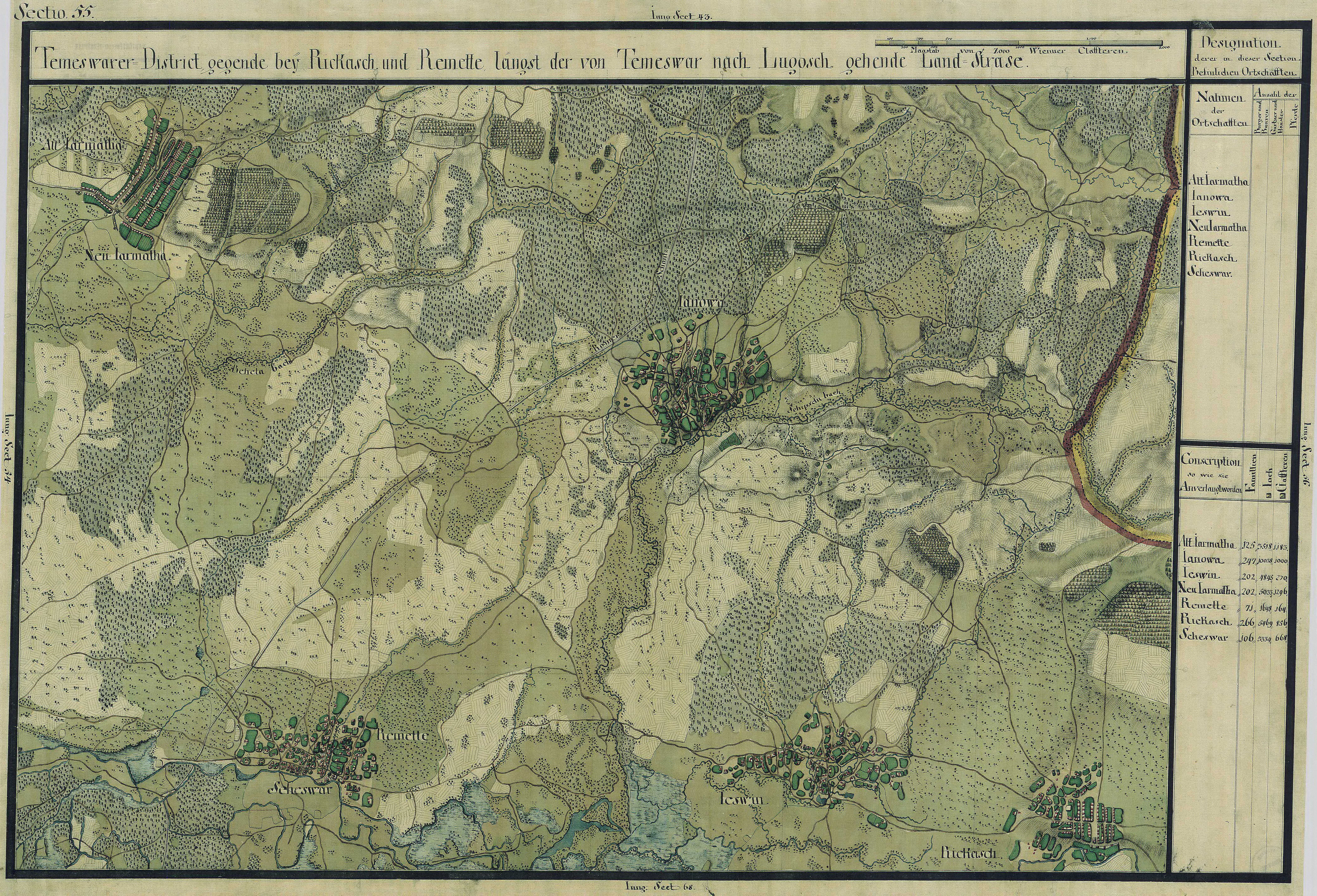
Temesjenő egy régi térképen

Temesjenő (románul: Ianova) település Romániában, a Bánságban, Temes megyében.

## Nevének eredete
Temesjenő nevét 1333-ban Jenew néven említették az oklevelek. 1334-ben neve szerepelt a pápai tizedjegyzékben is Jeno, Hyeno néven, mint egyházas hely. 1428-1429-ben Jenew, 1690-ben Jenovo, 1723-ban Jenova, 1783-ban Janova, 1909-ben Ianova, 'Margitfalva, 1913-ban Temesjenő néven írták.

## Fekvése
Temesvártól északkeletre, a Bégába ömlő Gyertyános patak jobb partján, Felsőbencsek és Öszény közt fekvő település.

## Története
1479-ig Garai Jób birtoka, aki ekkor eladta Alsólendvai Bánffi Miklósnak és Jakabnak. 1488-ban Prayka Miklós és testvére Rajkó kapták adományba Mátyás királytól. A 15. században szerbek telepedtek le itt, akik az egész hódoltság alatt itt is maradtak. 1523-ban Jenei Tamás, Bogacsevits György és Lazarovits György birtoka. 1529-ben Szapolyai János, Királysásvári Bradách István és Imre birtoka volt, akiktől itteni birtokaiknak egy részét, mivel Ferdinándhoz pártoltak elkobozták a birtokot és Nagylaki Jakcsics Márknak adományozták, a másik részt pedig 1530-ban Kendeffy Miklós és neje Milicza és Pásztohi Zsigmond kapta. 1545-ben már Kendeffy János birtoka volt. 1597-ben Báthory Zsigmond erdélyi fejedelem a települést a Bésán családnak adományozta. 1609-ben Sáradi Sebestyén kapta új adományként Báthory Gábortól.
1829-ben Csekonics János kapta adományba, akitől leánya, özv. gróf Károlyi Istvánné szül. Csekonics Margit grófnő örökölte, kinek a nevéről 1893-ban kapta a Margitfalva nevet, mostani nevét pedig Temes vármegye helyneveinek rendezésekor kapta.  A 19. század közepén a Csekonics család Torontál vármegyéből származó magyarokat és németeket telepített ide. 1910-ben 1805 lakosából 1142 román, 316 magyar, 301 német volt. Ebből  1186 görögkeleti ortodox, 559 római katolikus, 23 görögkatolikus volt.
A trianoni békeszerződés előtt Temes vármegye Temesrékasi járásához tartozott.

## Nevezetességei
- A falutól délre 2 kilométerre található 14–16. századi „török vár” a romániai műemlékek jegyzékében a TM-I-s-B-06065 sorszámon szerepel.[1]

## Híres emberek
- Itt született Mihai Șora (1916–2023) román filozófus és esszéíró.